# راه‌آهن کیروف

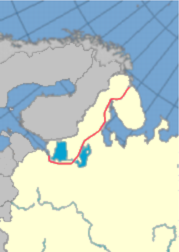
راه‌آهن بین مورمانسک در اقیانوس منجمد شمالی و سن‌پترزبورگ در دریای بالتیک

راه‌آهن کیروف (روسی: Кировская железная дорога) تا سال ۱۹۳۵ راه‌آهن مورمان یک شبکه‌راه‌آهن روسیه ترابری ریلی به طول ۱۵۲۰ میلی‌متر (۴ فوت ۱۱+۲۷/۳۲ اینچ) است که ساحل مورمان و شهر مورمانسک را (در شمال) و سن پترزبورگ (در جنوب) را به هم متصل می‌کند.
فاصله کل بین سن پترزبورگ و مورمانسک ۱۴۴۸ کیلومتر (۹۰۰ مایل) است، بخش بین پتروزاوودسک و کولا طولی معادل ۱۰۵۴ کیلومتر (۶۵۵ مایل) دارد. دارای ۵۲ ایستگاه این خط از اهمیت نظامی حیاتی برخوردار است زیرا مورمانسک یک بندر در دریای قطب شمال است.
بخش شمالی بین پتروزاودسک و شهر کولا به دلیل کمبود کارگران با کمک تعداد فزاینده‌ای از اسرای جنگی آلمانی و اتریشی در سال‌های ۱۷–۱۹۱۵ ساخته شد.
در سال ۱۹۴۱–۱۹۴۳ بخش مرکزی بین رودخانه سیویر و پتروزاودسک به دستور کارل گوستاو امیل مانرهیم در طی جنگ جهانی دوم توسط نیروی زمینی فنلاند اشغال شد.
این خط که در ابتدا راه‌آهن مورمان نام داشت، در سال ۱۹۳۵ به افتخار سرگی کیروف، رهبر برجسته بلشویک انقلاب روسیه که در آن سال ترور شده بود، به راه‌آهن کیروف تغییر نام داد.
راه‌آهن توسط قطار مسافری Arktika اداره می‌شود.